# White Men Can't Jump (película de 2023)
White Men Can't Jump (Los blancos no saben saltar, en Hispanoamérica, Los blancos no la saben meter en España) es una comedia deportiva dirigida por Calmatic, escrita por Kenya Barris y Doug Hall, a partir de la historia original de Ron Shelton. Es una adaptación de la película de 1992 del mismo nombre. Protagonizada por Sinqua Walls y Jack Harlow, junto a las actuaciones secundarias de Teyana Taylor, Laura Harrier, Vince Staples, Myles Bullock y Lance Reddick en una de sus últimas actuaciones cinematográficas antes de su muerte en marzo de 2023. Fue estrenada el 19 de mayo de 2023 en Hulu.

## Reparto
- Sinqua Walls como Kamal
- Jack Harlow como Jeremy
- Lance Reddick como Benji
- Teyana Taylor como Imani
- Laura Harrier como Tatiana
- Myles Bullock como Renzo
- Vince Staples como Speedy
- Zak Steiner como Philip Williamson
- J.Alphonse Nicholson como Jermaine
- Aiden Shute como Drew
- Bentley Green como Jacoby
- Andrew Schulz como TJ
- James Earl como Mooch

Además Stan Verrett, Blake Griffin, Taylor Rooks y Tyler Herro se interpretan a sí mismos. 

## Producción
En enero de 2017, se informó que Kenya Barris estaba desarrollando una nueva versión de White Men Can't Jump producida por la estrella de la NBA Blake Griffin y el jugador de la NFL Ryan Kalil. No se mencionó nada más sobre el proyecto hasta noviembre de 2021, cuando se reveló que Calmatic era el director. En marzo de 2022, el rapero Jack Harlow fue elegido para la película, en el papel interpretado originalmente por Woody Harrelson. En abril de 2022, Sinqua Walls fue elegido como Kamal Allen, el equivalente de Wesley Snipes personaje en la película original de 1992. Otros personajes incluyen a Jermaine, quien a menudo se opone a Kamal; Bobby, el jefe de Kamal; y un fanático contrario que habla mal de Kamal. Barris produjo la película bajo su marca Khalabo Ink Society junto con Hall, y Kalil, Griffin y Noah Weinstein fueron productores ejecutivos bajo su marca Mortal Media. El 5 de mayo de 2022, Lance Reddick, Teyana Taylor y Laura Harrier fueron elegidos para la película. El casting adicional incluyó a Tamera "Tee" Kissen, Myles Bullock, Vince Staples y Zak Steiner.
El rodaje comenzó el 11 de mayo de 2022 en Los Ángeles, con Tommy Maddox-Upshaw como director de fotografía. Terminó en julio de 2022. La película fue musicalizada por Marcelo Zarvos y contará con una banda sonora de DJ Drama. Para el 11 de enero de 2023, la película estaba en posproducción.

## Estreno
White Men Can't Jump se estrenó el 19 de mayo de 2023, exclusivamente en Hulu, en el mundo en Disney+ y en Latinoamérica en Star+.